# Buck Creek (Indiana)
Buck Creek est une census-designated place située dans le comté de Tippecanoe, dans l’État de l'Indiana, aux États-Unis. Lors du recensement de 2020, elle compte 182 habitants.